# Mahienour El-Massry
Mahienour El-Massry (* 7. ledna 1986, Alexandrie) je egyptská právnička a aktivistka. Aktivně zastupuje osoby v nouzi a podporuje nezávislost egyptského soudnictví a vězeňství. Mezi lety 2014 a 2022 byla čtyřikrát nespravedlivě vězněna, ve vězení strávila celkem 3,5 roku.

## Lidskoprávní činnost
Její činnost je velmi pestrá. Vedle samotného zastupování nesravedlivě stíhaných osob její aktivity zahrnují i snahu o prosazování nezávislosti soudnictví a zlepšování práv vězňů a podmínek v egyptských věznicích. Podílí se na pořádání pokojných protestů, zvyšuje povědomí o jednotlivých případech skrze sociální sítě, organizuje akce s cílem vybrat finanční prostředky na podporu obviněných. Během událostí Arabského jara v roce 2011 zastupovala řadu osob, které se protestů účastnily. Velmi intenzivně se zaobírá tématem ochrany uprchlíků, sama bezpočet z nich zastupovala, zejména těch ze Sýrie a Afghánistánu.

## Ocenění
V červnu 2014 El-Massry obdržela Mezinárodní cenu za lidská práva Ludovica Trarieuxe, mezinárodní vyznamenání, které se každoročně uděluje právníkům a právničkám za jejich příspěvek k obraně lidských práv. V březnu 2022 se stala laureátkou držitelka ceny Homo Homini, kterou od roku 1994 uděluje organizace Člověk v tísni osobám, které se významně zasloužily o lidská práva.